# Свемирски нужник
Свемирски нужник је специјално опремљен простор у свемирском броду који се користити у условима микрогравитације за обављање физиолошких потреба (мокрења и дефекације) космонаута. Опремљен је шкољком, прилагођеном за мушкарце и за жене, која се по свом изгледу не разликује значајно од обичне нужничке шкољке на Земљи. У почетку су свемирска одела космонаута имала пелене и отпадне вреће у које су космонаути обављали нужду, а данас ту исту нужду обављају у свемирским нужницима скоро на истоветан начин као при одласку у нужник на Земљи.

## Историја
Према подацима из историје један од најстаријих нужника, стар око 4000 година, јесте онај у миноској палати у Кнососу (на грчком острву Крит). Вертикалне камене цеви доводиле су и одводиле топлу и хладну текућу воду до нужничке шкољке и каде купатила. Ова палата имала је механизам који личи на први систем за испирање нужничке шкољке у историји, повезане са главним резервоаром за воду.
Одлазак у нужник је на Земљи лако и једноставно, јер гравитација вуче надоле чврст и течни отпад који испире вода. Али, у условима микрогравитације у ограниченом простору свемирског брода, телесни отпад могао би да лебди по кабини брода. Зато је НАСА у 20 веку потрошила око 23,4 милиона долара за пројектовање и изградњу свемирског нужника намењеног Спејс шатлу (или за пројекат који се бавио оним што су конструктори НАСА називали „систем за елиминацију пробаве“).
Први „свемирски нужник“ је био једноставан и био је уграђен у прву верзију космичког одела. Први лет са људском посадом који су обавили амерички астронаути у свемиру 1961. трајао је само 15 минута, након што је брод обишао комплетану орбиту око Земље. Тада нико није ни помишљао да свемирски брод снабде нужником за 15 минута лета. Астронаути који су били под сталном присмотром камера и аудиторијума са земље, због јаког срама често су били емотивно и конструктивно онемогућени да нормално мокре па је због тога један од астронаута током мисије мокрио у оделу.
Током следећих летова, астронаути су носили велике упијајуће пелене „као замену за нужник“. Пелене су потом евалуирале у велику пластичну кесу са двостраним лепљивим тракама за лепљење (причвршћивање) на задњици астронаута (види слику доле). Кеса је имала урезе са пластичним лепљивим тракама које су стајале на задњици до краја лета брода. Астронаути су повремено морали да „гурају“ своје прсте кроз урезе кесе где су захватали измет, и пребацивали га у посебну торбу, у којој је он остатајо замотан и ускладиштен до краја мисије.. Али, било је неколико ситуација када је измет наочиглед свих (пред камерама у броду) „побегао“ из торбе, због одлепљивања кесе од задњице астронаута. Тада су камере у броду морала да буде привремено искључене ради заштите личности астронаута од погледа америчких гледаоца.
Спејс-шатл поседује нужник или систем за сакупљања отпада, који је потпуно интегрисан, високософистиициран и мултифункционални систем. То је нужник сличан земаљском, са испирањем и проветравањем и које се освежава ваздухом, а не водом.
- Упијајуће пелене и неки модели свемирког нужника
- Упијајуће пелене су претеча нужника
- Нужник у сервисном модулу Звезда (ИСС)
- Свемирски нужник у Међународној космичкој станици

## Конструкција нужника
Поред шкољке нужнички простор је опремљен светлом за читање а у неким свемирским бродовима и прозором, са којег астронаути имају леп поглед на свемир и Земљу.
Оно по чему се свемирски нужник, разилује од земаљског су;
- специјални каишеви, копче за стопала и појас, које фиксирају космонаута за шољу у току уринирања или дефекације и
- начин прикупљања урина и фекалија без испирања шкољке водом.

Нужник је опремљен и системом вентилације ваздуха који кроз специјалне филтре прочишћава и освежава ваздух, а потом га упумпава у кабину брода.
Чврсте компоненте из шкољке одстрањују се одувавањем, вазушном струјом, у посебан део брода, где се фекалије дехидрирају, дезинфекују, сабијају и депонују у херметички затвореним контејнерима, који изгоре у атмосфери Земље или се бацају након слетања на Земљу. Мокраћа и текуће компненте се испушају у свемир, где испаравају (у бродовима старије генерације).
У свемирским бродовима новије генерације дистрибуција екскрета је другачија. На дно нужничке шкољке шметају се пластичне кесе, које примају тврди и течни садржај, затварају га и слажу кесу једну на другу током коришћења нужника. Овом методом уклоњена је проблем са вентилатором екстрактора, који је током употребе кородирао због додира са мокраћом у условима повећане концентрације кисеоника која влада у атмосфери брода. Мокраћа се посебо одваја и њеном дестилацијом настаје пречишћена воде. Ова вода је довољно чиста да може да се пије, али мало астронаута је спремно да то и ради. Зато се ова вода углавном користи у електронској јединици у којој кроз воду пролази струја и разлаже је у водоник и кисеоник. Водоник се испушта као отпадни продукт, а кисеоник се додаје у атмосферу свемирског брода или станице.